# St. Nicolai (Hattorf)

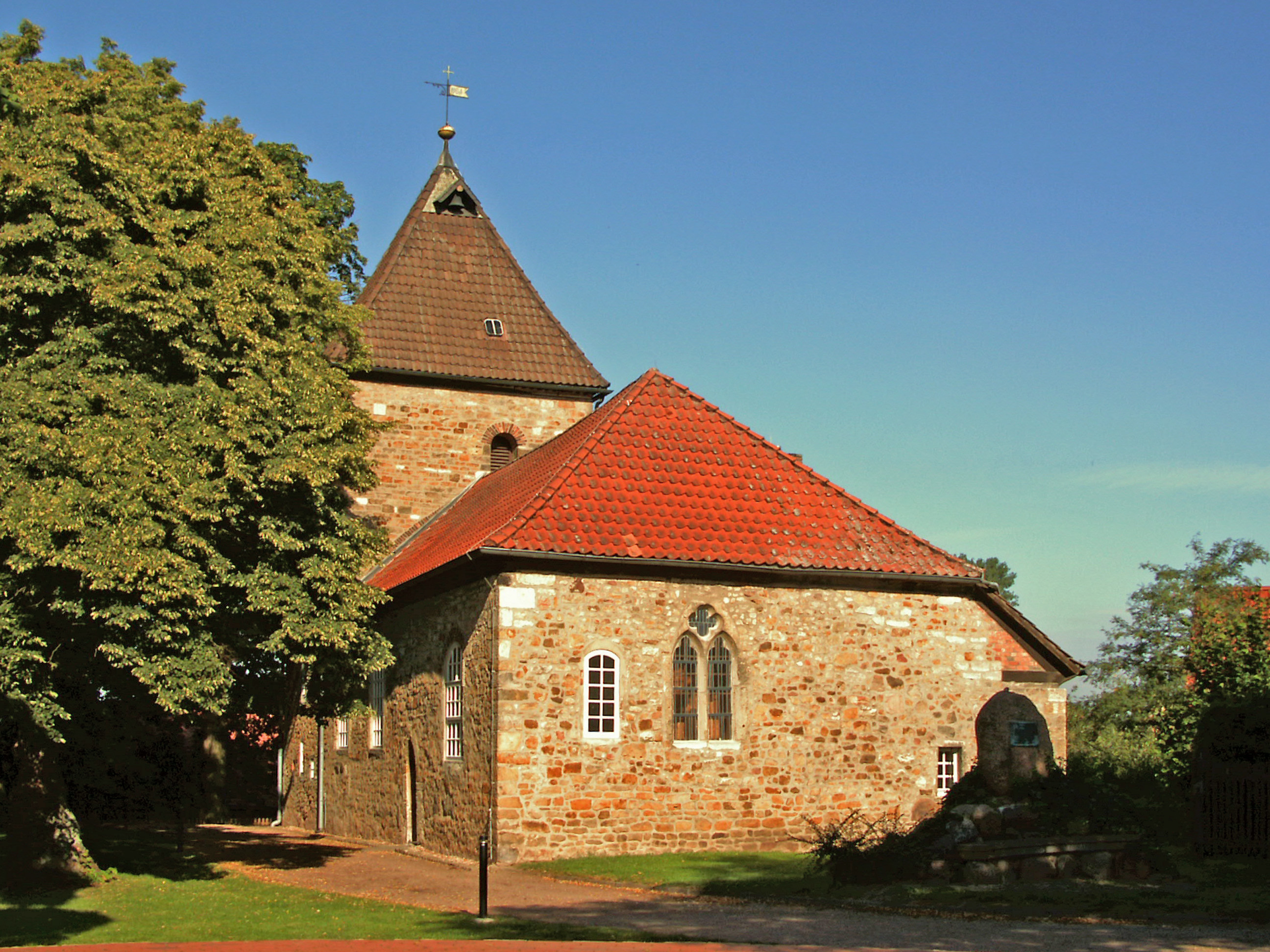
St. Nicolai

Die evangelisch-lutherische, denkmalgeschützte Kirche  St. Nicolai steht in Hattorf, einem Stadtteil der Stadt Wolfsburg in Niedersachsen. Die Kirchengemeinde gehört zum Kirchenkreis Wolfsburg-Wittingen im Sprengel Lüneburg der Evangelisch-lutherischen Landeskirche Hannovers.

## Beschreibung
Die spätgotische Saalkirche aus Bruchsteinen, Feldsteinen und Ecksteinen hat einen quadratischenKirchturm im Westen, der mit einem Pyramidendach bedeckt ist, an dem die Schlagglocke hängt. Die Turmuhr versieht ihren Dienst unverändert seit 1881. Die aus Bronze gegossene Kirchenglocke von 1707 überstand beide Weltkriege. Im Ersten Weltkrieg wurde die kleinere Glocke für Kriegszwecke eingeschmolzen und erst 1926 wieder ersetzt. Sie musste im Zweiten Weltkrieg wieder abgegeben werden und wurde 1953 ersetzt. Vor dem Turm bildet ein kleiner, hölzerner Windfang den Eingang zur Kirche. Auf der Südseite fluchtet der Turm mit dem Kirchenschiff, das mit einem Satteldach bedeckt ist, das über dem Chor abgewalmt ist. Auf der Nordseite unter dem Schleppdach des Satteldaches und in der Flucht der Sakristei liegt die ehemalige herrschaftliche Prieche, darunter befindet sich die Gruft der Familie von der Wense. 
Der Innenraum des Kirchenschiffs ist mit einer Holzbalkendecke überspannt, der Chor mit einem Tonnengewölbe und die Sakristei mit einem Gewölbe in Form einer Sattelfläche. Noch im Turmbereich befindet sich die Empore, die von vier Pfeilern gestützt wird. Das sechseckige Taufbecken ist aus einem Steinblock gehauen und steht mitten im  Raum. In der Mitte des Raumes hinter dem Taufbecken steht der Altar, ein schlichter Tisch mit einem Kruzifix aus Bronze. Die Kanzel von 1607 trennt das Kirchenschiff vom Chor. An ihrer Brüstung sind die Wappen der früheren Gutsherren von der Schulenburg, von Marenholtz, Mynsingern von Frondeck und Oldershausen. Die erste Orgel wurde 1681 gestiftet. Sie wurde 1908 durch ein Werk im alten Prospekt ersetzt.